# Ólafur Örn Bjarnason
Ólafur Örn Bjarnason (nacido el 15 de mayo de 1975 es un futbolista islandés. Juega de defensa y su actual equipo es el SK Brann de la Tippeligaen de Noruega.

## Trayectoria
Comenzó su carrera en el Grindavík, y retornó después de dos años tras pasar por el club sueco Malmö FF. En 2004 fue movido del Grindavík al SK Brann en Bergen, Noruega. Su primera sesión fue exitosa, jugando todos los partidos.

## Selección nacional
Bjarnason ha sido llamado 27 veces para Islandia. Debutó en un amistoso en junio de 1998 contra Sudáfrica sustituyendo a Sverrir Sverrison. Antes, fue llamado al sub-21. Disputó 4 encuentros anotando 1 gol.

## Clubes
- 1995-1997 Grindavík
- 1998-2000 Malmö FF
- 2001-2003 Grindavík
- 2004- SK Brann

- Datos: Q2602894